# The Aggrovators
The Aggrovators waren eine Dub/Reggae-Formation in den 1970ern und 1980ern, und eine Session-Band des Musikproduzenten Bunny Lee. Die Besetzung variierte, wobei Lee jedoch den Bandnamen – ungeachtet der jeweiligen Besetzung – stets beibehielt. Die Band wurde nach dem Plattenladen Agro Sounds, den Lee in den späten 1960ern betrieb, benannt. Viele der ehemaligen Bandmitglieder wurden später selbst zu namhaften Reggaemusikern. Bekannte Musiker wie Jackie Mittoo, Sly and Robbie, Tommy McCook und Aston Barrett, waren ein oder mehrmals an der Band beteiligt. Andere jedoch, so etwa Carlton "Santa" Davis, Earl "Chinna" Smith, George "Fully" Fullwood, Ansel Collins, Bernard "Touter" Harvey, Tony Chin, Bobby Ellis und Vin Gordon gehörten zur ständigen Besetzung. Die Band nahm Lees beliebteste Werke aus den 1970ern auf, wobei die instrumentalen B-Seiten von Lees Single-Auskopplungen auf dem Plattenlabel Jackpot and Justice grundsätzlich den Aggrovators gewidmet, und von King Tubby abgemischt wurden.

## Diskografie

### Alben
- 1975: Shalom Dub (King Tubby & The Aggrovators)
- 1975: Brass Rockers (Tommy McCook & The Aggravators)
- 1975: Cookin (Tommy McCook & The Aggrovators)
- 1975: King Tubby Meets The Aggrovators At Dub Station (Tommy McCook & The Aggrovators)
- 1975: Show Case (Tommy McCook & The Aggrovators)
- 1976: Rasta Dub 76
- 1976: Reggae Stones Dub
- 1977: Kaya Dub
- 1977: Aggrovators Meets The Revolutioners At Channel One Studios
- 1977: Disco Rockers (Tommy McCook & The Aggrovators) (aka Hot Lava)
- 1978: Guerilla Dub (The Aggrovators & The Revolutionaries)
- 1978: Jammies In Lion Dub Style
- 1979: Rockers Almighty Dub (The Aggrovators & The Revolutionaries)
- 197X: Presents Super Dub Disco Style (Bunny Lee & The Aggrovators)
- 1982: Dubbing In The Back Yard (King Tubby & The Aggrovators)
- 1983: Scientist Presents Neville Brown With The Aggrovators At Channel One

### Kompilationen
- 1975–77: Bionic Dub (The Aggrovators & King Tubby & Bunny Lee)
- 197X: Bunny Lee Meets King Tubby & Aggrovators
- 1973–77: Creation Dub (The Aggrovators & King Tubby)
- 1974–76: Dub Jackpot (The Aggrovators & King Tubby)
- 1975–76: Dub Justice
- 1975–79: Dub Gone Crazy (The Aggrovators & King Tubby)
- 1973–78: Dubbing It Studio 1 Style
- 1975–77: Foundation Of Dub (King Tubby & The Aggrovators)
- 197X: Instrumental Reggae (The Aggrovators featuring Bobby Ellis & Tommy McCook)
- 1975–76: Johnny In The Echo Chamber
- 1973–77: Straight To I Roy Head (Bunny Lee & King Tubby & The Aggrovators)
- 2005: The Rough Guide to Dub (Various artists, World Music Network)